# Wollige Riesenratte
Die Wollige Riesenratte oder das Dickfell-Kunsia (Kunsia tomentosus) ist ein in Südamerika verbreitetes Nagetier und bildet mit der Grabenden Riesenratte (Kunsia fronto) die Gattung Südamerikanische Riesenratten. Laut einer dem Typusexemplar beiliegenden umstrittenen Beschreibung stammt dieses vom Río Uruguay aus dem Südosten Brasiliens. Neuere Studien konnten die südlichsten Populationen etwa 1.000 km weiter nördlich bestätigen. Der Artzusatz tomentosus bezieht sich wie der deutsche Name auf das wollige Fell.

## Merkmale
Mit einer Kopf-Rumpf-Länge von 185 bis 287 mm, einer Schwanzlänge von 147 bis 196 mm und einem Gewicht von 241 bis 630 g ist die Art der größte Vertreter der Unterfamilie Sigmodontinae. Abgesehen von der Grabenden Riesenratte wiegen andere große Mitglieder der Unterfamilie nur bis zu 400 g. Die Statur variiert auch innerhalb eines begrenzten Gebiets stark. Kennzeichnend sind ein dichtes und borstiges Fell, kurze Beine mit großen Füßen, die mit großen Krallen ausgerüstet sind, und ein Schwanz, der ungefähr 65 Prozent der Kopf-Rumpf-Länge einnimmt. Um die Nasenöffnungen ist ein Ring aus weißen Haaren vorhanden und die Vibrissen sind recht kurz. Oberseits kommt dunkelgraues bis graubraunes Fell vor und die Unterseite ist grau. Auch die Ohren und der Schwanz sind behaart mit kurzen Haaren, die etwa wie die Oberseite gefärbt sind. Auffällig sind die Finger und Zehen der Vorder- und Hinterpfoten, die anfänglich schwarz und an den Enden weiß sind. Die acht Zitzen der Weibchen sind paarweise und gleichmäßig auf der Unterseite verteilt. Bei diesem Nagetier haben die Vorderpfoten fünf Finger, wobei der Daumen verkleinert ist und einen Nagel trägt. Am Fuß sind die erste und die fünfte Zehe kleiner als die übrigen. Die Wollige Riesenratte hat pro Kieferhälfte einen Schneidezahn, keinen Eckzahn, keinen Prämolar und drei Molaren, was 16 Zähne im Gebiss ergibt. Bei den oberen Schneidezähnen ist der Zahnschmelz orange. Der diploide Chromosomensatz besteht aus 44 Chromosomen (2n=44).

## Verbreitung
Dieses Nagetier bewohnt Teile der Bundesstaaten Minas Gerais, Mato Grosso, Mato Grosso do Sul und Rondônia in Brasilien sowie die Departements Beni und Santa Cruz im Nordosten Boliviens. Die Wollige Riesenratte lebt im Hügelland zwischen 60 und 750 Metern Höhe. Sie hält sich in Savannen mit kleineren Baumbeständen, in reinen Grasländern und in Sümpfen mit Bambus auf.

## Lebensweise
Die Exemplare graben hauptsächlich für die Regenzeit unterirdische Baue. Sie fressen Graswurzeln und unterschiedliche Insekten wie Heuschrecken und Termiten, die sie mit ihrem Geruchssinn entdecken. In den Lebend-Fallen, die zur Untersuchung aufgestellt wurden, waren Gerste, Thunfisch, Haferflocken und Vanille-Aroma als Köder eingesetzt. Die Wollige Riesenratte ist vermutlich nacht- oder dämmerungsaktiv. Für die meisten Beutegreifer ist die Art zu groß. Jungtiere fallen vermutlich Eulen zum Opfer.
Zum Paarungsverhalten liegen nur wenige Daten vor. Ein Weibchen war im Juli während der Trockenzeit mit drei Embryos trächtig und ein anderes Weibchen wurde im Oktober zum Beginn der Regenzeit mit einem Embryo registriert. Funde von jeweils einem Jungtier sind aus dem Juni, Juli und November bekannt.

## Gefährdung
Gebietsweise wirkt sich die Umwandlung der Landschaften in Acker- und Weideflächen negativ aus. Die Gesamtpopulation nimmt gemäßigt ab. Deshalb listet die IUCN die Wollige Riesenratte als nicht gefährdet (least concern).